# Phasia japanensis
Phasia japanensis là một loài ruồi trong họ Tachinidae.